# Schloss Szamotuły

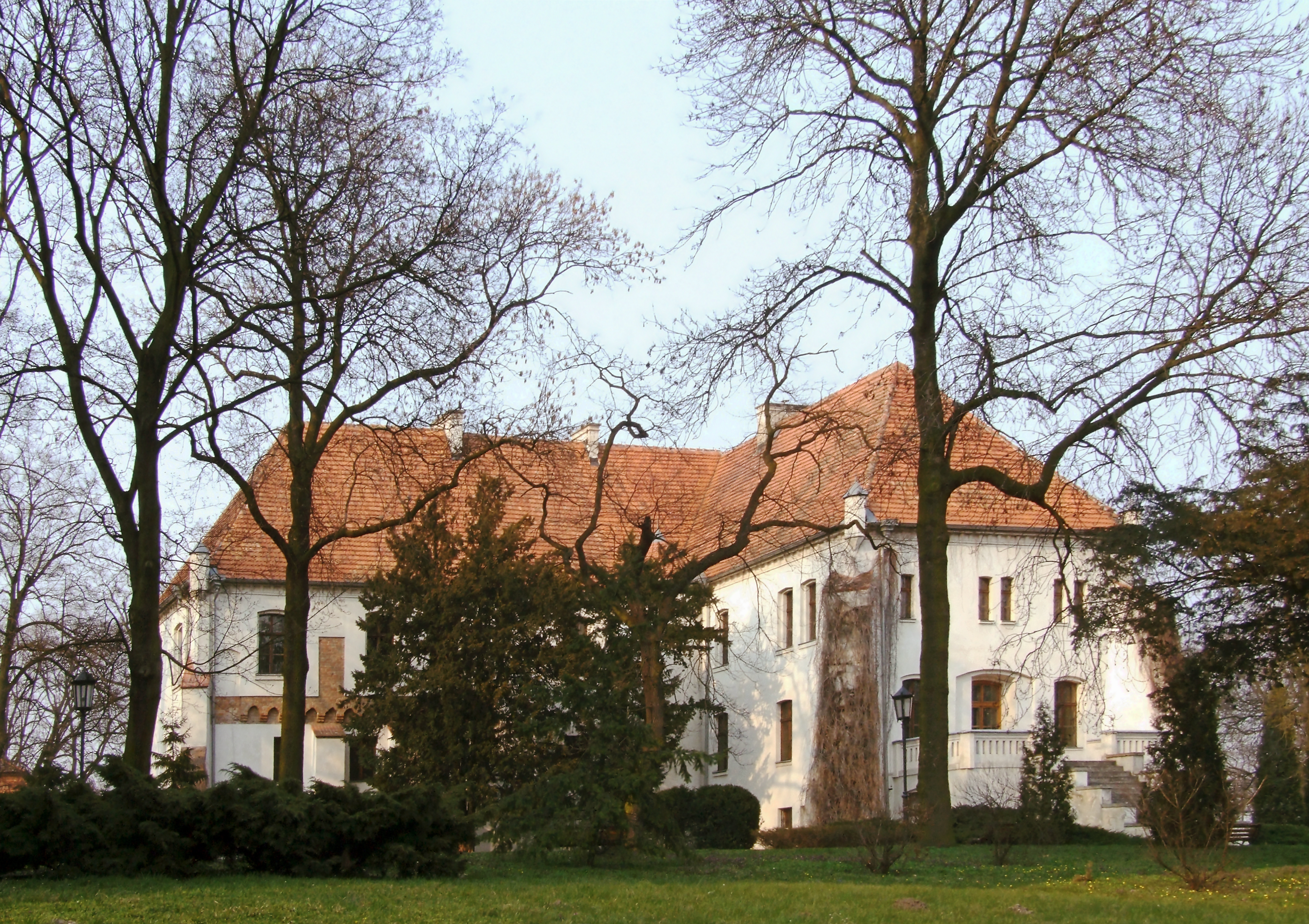
Schloss Szamotuły

Schloss Szamotuły (deutsch Schloss Samter, polnisch Zamek Górków w Szamotułach) ist ein Schloss im großpolnischen Szamotuły (Samter) im Niederland der Warthe.

## Geschichte
Das Schloss war Stammsitz der Szamotol. Im Jahr 1510 gelangte er Besitz an Tochter Katharina und ihren Mann Lukas von Gorka, der bis 1518 ein Herrenhaus am Ort des heutigen Schlosses erbauen ließ. Dieses Herrenhaus war vermutlich ein zeittypisches Festes Haus. Unklar ist der Zusammenhang dieses Herrenhauses mit dem viel älteren Wohnturm, die Bastei oder Baszta Halszki, genannt. Beide Bauwerke gehören zu Innenwerken einer vorherigen Befestigung, von der sich nichts weiteres erhalten hat.
Um 1550 war Samter unter Graf Lukas Zufluchtsort für lutherische Flüchtlinge, z. B. aus Böhmen. Nach den Grafen Gorka waren die Kostka, Lancki, und seit 1720 die Mycielski Besitzer, die Einwanderung deutscher Siedler förderten. Ab 1837 war der preußische Staat Eigentümer, danach ein von Brandt, von Bethe und schließlich Herzog Ernst von Sachsen-Coburg-Gotha. Danach war das Schloss um 1900 Eigentum der Berliner Landesbank
Nach einer gründlichen Renovierung in den Jahren 1976–1989 wurde das Schlossgebäude ab 1990 als Museum genutzt.

## Bauwerk
Bemerkenswert sind die wehrhaften Wände und Stützmauern, die wohl von der vorherigen Burganlage stammen. Der verputzte  Backsteinbau auf L-förmigem Grundriss ist mit einem Satteldach bedeckt. Die Gebäudeecken und die Südfassade sind abgestützt.  Ein interessantes Überbleibsel der ehemaligen Außendekoration des Schlosses ist der gemauerte Arkadenfries.